# Antoni Baum
Antoni Józef Baum (ur. 19 października 1884 r. w Złotej k. Pińczowa; zm. 22 maja 1971 r. w Kazimierzy Wielkiej) – notariusz, burmistrz, od 12 stycznia 1930 roku honorowy obywatel Skalbmierza i dożywotni członek Rady Miejskiej w Skalbmierzu.

## Życiorys
W 1911 roku został asystentem notariusza skalbmierskiego Aleksandra Redycha.
Odzyskanie niepodległości przez Polskę pobudziło skalbmierskich działaczy społecznych do starań o odzyskanie przez Skalbmierz praw miejskich. Jednym z najbardziej aktywnych działaczy w tym kierunku był właśnie Antoni Baum. Tak wynika z Kronik miasta Skalbmierza. W ówczesnym czasie Baum był pomocnikiem rejenta.
31 marca 1927 roku Antoni Baum został wyznaczony przez wojewodę kieleckiego kierownikiem Tymczasowego Zarządu Miejskiego. Dzień ten jest więc datą przełomową w sprawie odzyskania przez Skalbmierz praw miejskich. Tymczasowy Zarząd Miejski pracował tylko do 24 lipca 1927 roku, kiedy to utworzono pierwszą Radę Miejską.
Zasługą Bauma była praca organizacyjna nad stworzeniem pierwszej Rady Miejskiej od 1869 roku, kiedy to Komitet Urządzający Królestwa Polskiego na mocy postanowień carskich z 1 czerwca tego roku odebrał 34 miastom guberni kieleckiej prawa miejskie, zamieniając je na wioski; wśród nich znalazł się Skalbmierz.
Właśnie w dniu stworzenia pierwszej powojennej Rady Miejskiej, czyli 24 lipca 1927 roku Baum został wybrany jej pierwszym przewodniczącym czyli burmistrzem Skalbmierza. 
Antoni Baum pełnił tę funkcję do 1 października 1927 roku kiedy to zrzekł się posady burmistrza. Jego następcą został Władysław Borowski.
W 1912 roku z inicjatywy Antoniego Bauma i Aleksandra Redycha powołana została w Skalbmierzu straż pożarna. Pierwszym prezesem skalbmierskiej straży pożarnej był jej założyciel Aleksander Redych, a pierwszym naczelnikiem Antoni Baum. Po I wojnie światowej prezesurę przejął Antoni Baum, a komendę Roman Sikorski. 
W 1927 roku również z inicjatywy Antoniego Bauma powstała w Skalbmierzu Kasa Stefczyka. Antoni Baum prezesował jej, a potem obowiązki swe przekazał mgr farmacji Pawłowi Sawickiemu. Po II wojnie światowej na bazie Kasy Stefczyka utworzono Bank Spółdzielczy.
29 września 1934 roku został wpisany na listę osób upoważnionych do zastępowania Notarjuszów Okręgu Izby Notarjalnej w Lublinie(pis. oryg.)- uchwała nr 3371/34 Rady Notarjalnej z dnia 25 września 1934 roku.
Zmarł 22 maja 1971 r., został pochowany na cmentarzu w Kazimierzy Wielkiej.